# Dave Treen
David Conner "Dave" Treen, född 16 juli 1928 i Baton Rouge, Louisiana, död 29 oktober 2009 i Metairie, Louisiana, var en amerikansk politiker. Han var ledamot av USA:s representanthus 1973–1980 och guvernör i Louisiana 1980–1984. Treens mandatperiod som guvernör var första gången i över hundra år som republikanerna innehade guvernörsämbetet i Louisiana.
Treen avlade 1950 juristexamen vid Tulane University och tjänstgjorde i USA:s flygvapen 1951–1952. Som advokat var han verksam i New Orleans.
Treen var en aktiv dixiekrat i sin ungdom. Det egentliga dixiekratpartiet hade upplösts år 1948 men i Louisiana uppstod i samband med presidentvalet 1960 en grupp vid namn States' Rights Party som stödde Harry F. Byrd i stället för demokraternas officiella kandidat John F. Kennedy. Treen var en av partiets elektorskandidater. Partiet i Louisiana skall inte förväxlas med nynazistiska National States' Rights Party som hade grundats 1958. Kennedy fick Louisianas elektorer med över 50 procent av rösterna, republikanernas Richard Nixon kom tvåa i delstaten med 28,59 procent, medan Louisiana States' Rights Party fick 20,99 procent av väljarunderstödet.
Efter presidentvalet 1960 blev Treen en konservativ republikan. Demokraterna var länge dominerande inom delstatspolitiken men Treen lyckades så småningom bryta trenden. I kongressen på 1970-talet arbetade han för lagstiftningen som utökade delstaternas bestämmanderätt i fråga om olje- och naturgasresurser. I guvernörsvalet 1979 vann Treen och efterträdde 1980 Edwin Edwards som guvernör. Även om Treen annars var konservativ, profilerade han sig i utbildnings- och miljöfrågor som guvernör. I sin ungdom hade han förespråkat rassegregeringen men som guvernör var många av hans utnämningar till delstatliga ämbeten afroamerikaner. Den ekonomiska situationen var svår och med undantag för profilfrågorna var det nedskärningar som gällde i delstatsbudgeten. Väljarna var missnöjda med den i allmänhet försämrade servicenivån och demokraten Edwards besegrade Treen i guvernörsvalet 1983. Trots att Edwards och Treen länge var politiska motståndare i Louisiana, var Treen en av dem som på 2000-talet deltog i kampanjen att få den korrumperade Edwards frisläppt från fängelset.